# Topshelf Open 2015
Topshelf Open 2015 — тенісний турнір, що проходив на відкритих кортах із трав'яним покриттям. Це був 26-й за ліком Rosmalen Grass Court Championships. Належав до серії 250 у рамках Туру ATP 2015, а також до серії International у рамках Туру WTA 2015. І чоловічі, і жіночі змагання відбулись у парку Autotron у Rosmalen (Нідерланди). Тривав з 8 до 14 червня 2015 року.

## Очки і призові

### Нарахування очок
| Дисципліна                 | П   | Ф   | ПФ  | ЧФ | 1/8 | 1/16 | Q   | Q3  | Q2  | Q1  |
| Чоловіки, одиночний розряд | 250 | 150 | 90  | 45 | 20  | 0    | 12  | 6   | 0   | 0   |
| Чоловіки, парний розряд    | 250 | 150 | 90  | 45 | 0   | Н/Д  | Н/Д | Н/Д | Н/Д | Н/Д |
| Жінки, одиночний розряд    | 280 | 180 | 110 | 60 | 30  | 1    | 18  | 14  | 10  | 1   |
| Жінки, парний розряд       | 280 | 180 | 110 | 60 | 1   | Н/Д  | Н/Д | Н/Д | Н/Д | Н/Д |

### Призові гроші
| Дисципліна                 | П       | F       | ПФ      | ЧФ      | 1/8    | 1/16   | Q3     | Q2   |
| Чоловіки, одиночний розряд | €97,700 | €51,450 | €27,870 | €15,880 | €9,360 | €5,540 | €900   | €430 |
| Жінки, одиночний розряд    | $43,000 | $21,400 | $11,300 | $5,900  | $3,310 | $1,925 | $1,005 | $730 |
| Чоловіки, парний розряд    | €29,680 | €15,600 | €8,450  | €4,830  | €2,830 | Н/Д    | Н/Д    | Н/Д  |
| Жінки, парний розряд       | $12,300 | $6,400  | $3,435  | $1,820  | $960   | Н/Д    | Н/Д    | Н/Д  |

## Учасники основної сітки в рамках чоловічого турніру

### Сіяні учасники
| Країна     | Гравець               | Рейтинг1 | Сіяний |
| ---------- | --------------------- | -------- | ------ |
| Франція    | Жо-Вілфрід Тсонга     | 15       | 1      |
| Бельгія    | Давід Ґоффен          | 18       | 2      |
| Іспанія    | Роберто Баутіста Аґут | 20       | 3      |
| Іспанія    | Гільєрмо Гарсія-Лопес | 24       | 4      |
| Хорватія   | Іво Карлович          | 25       | 5      |
| Франція    | Адріан Маннаріно      | 32       | 6      |
| Іспанія    | Фернандо Вердаско     | 34       | 7      |
| Португалія | Жуан Соуза            | 44       | 8      |
| Канада     | Вашек Поспішил        | 53       | 9      |

- 1 Рейтинг подано станом на 25 травня 2015.

### Інші учасники
Нижче наведено учасників, які отримали вайлд-кард на участь в основній сітці:
- Маріус Копіл
- Робін Гаасе
- Ллейтон Г'юїтт

Нижче наведено гравців, які пробились в основну сітку через стадію кваліфікації:
- Марко К'юдінеллі
- Тацума Іто
- Ніколя Маю
- Ілля Марченко

Як щасливий лузер в основну сітку потрапили такі гравці:
- Кенні де Схеппер

### Відмовились від участі
До початку турніру
- Сімоне Болеллі → її замінила Юрген Мельцер
- Віктор Естрелья Бургос → її замінила Річардас Беранкіс
- Рішар Гаске → її замінила Марінко Матосевич
- Стів Джонсон → її замінила Марсель Їльхан
- Нік Киріос → її замінила Блаж Кавчич
- Жо-Вілфрід Тсонга → її замінила Кенні де Схеппер

## Учасники основної сітки в парному розряді

### Сіяні пари
| Країна          | Гравець         | Країна    | Гравець        | Рейтинг1 | Сіяні |
| --------------- | --------------- | --------- | -------------- | -------- | ----- |
| Нідерланди      | Жан-Жульєн Роєр | Румунія   | Горія Текеу    | 21       | 1     |
| Канада          | Деніел Нестор   | Індія     | Леандер Паес   | 49       | 2     |
| Велика Британія | Джеймі Маррей   | Австралія | Джон Пірс      | 51       | 3     |
| Хорватія        | Марін Драганя   | Фінляндія | Генрі Контінен | 52       | 4     |

- 1 Рейтинг подано станом на 25 травня 2015.

### Інші учасники
Нижче наведено пари, які отримали вайлдкард на участь в основній сітці:
- Робін Гаасе /  Бенуа Пер
- Ллейтон Г'юїтт /  Matt Reid

### Відмовились від участі
Під час турніру
- Matt Reid (травма правого зап'ястка)

## Учасниці основної сітки в рамках жіночого турніру

### Сіяні учасниці
| Країна    | Гравчиня               | Рейтинг1 | Сіяна |
| --------- | ---------------------- | -------- | ----- |
| Канада    | Ежені Бушар            | 6        | 1     |
| Сербія    | Єлена Янкович          | 25       | 2     |
| США       | Коко Вандевей          | 33       | 3     |
| Швейцарія | Белінда Бенчич         | 35       | 4     |
| Італія    | Каміла Джорджі         | 37       | 5     |
| Росія     | Анастасія Павлюченкова | 39       | 6     |
| Франція   | Крістіна Младенович    | 44       | 7     |
| Швеція    | Юганна Ларссон         | 54       | 8     |

- 1 Рейтинг подано станом на 25 травня 2015.

### Інші учасниці
Нижче наведено учасниць, які отримали вайлд-кард на участь в основній сітці:
- Ежені Бушар
- Осеан Доден
- Міхаелла Крайчек

Нижче наведено гравчинь, які пробились в основну сітку через стадію кваліфікації:
- Андреа Главачкова
- Джессіка Пегула
- Уршуля Радванська
- Марія Санчес

### Відмовились від участі
До початку турніру
- Медісон Бренгл → її замінила Євгенія Родіна
- Домініка Цібулкова → її замінила Кікі Бертенс
- Дарія Гаврилова → її замінила Тімеа Бабош
- Андреа Петкович → її замінила Татьяна Марія
- Еліна Світоліна → її замінила Алісон ван Ейтванк

## Учасниці основної сітки в парному розряді

### Сіяні пари
| Країна     | Гравчиня            | Країна    | Гравчиня                 | Рейтинг1 | Сіяна |
| ---------- | ------------------- | --------- | ------------------------ | -------- | ----- |
| Угорщина   | Тімеа Бабош         | Франція   | Крістіна Младенович      | 16       | 1     |
| Австралія  | Анастасія Родіонова | Австралія | Родіонова Аріна Іванівна | 72       | 2     |
| Сербія     | Єлена Янкович       | Росія     | Анастасія Павлюченкова   | 101      | 3     |
| Нідерланди | Кікі Бертенс        | Швеція    | Юганна Ларссон           | 149      | 4     |

- 1 Рейтинг подано станом на 25 травня 2015.

### Інші учасниці
Нижче наведено пари, які отримали вайлдкард на участь в основній сітці:
- Ежені Бушар /  Леся Цуренко
- Інді де Вроме /  Леслі Керкгове

### Відмовились від участі
Під час турніру
- Тімеа Бабош (вірусне захворювання)

## Переможниці та фіналістки

### Чоловіки. Одиночний розряд
- Ніколя Маю —  Давід Ґоффен, 7–6(7–1), 6–1

### Одиночний розряд. Жінки
- Каміла Джорджі —  Белінда Бенчич, 7–5, 6–3

### Парний розряд. Чоловіки
- Іво Карлович /  Лукаш Кубот —  П'єр-Юг Ербер /  Ніколя Маю, 6–2, 7–6(11–9)

### Парний розряд. Жінки
- Ейжа Мугаммад /  Лаура Зігемунд —  Єлена Янкович /  Анастасія Павлюченкова, 6–3, 7–5